# 徳川恵理
徳川 恵理（とくがわ えり、1984年1月22日 - ）は、日本の元女子バレーボール選手、指導者。

## 来歴
熊本県菊池市出身。母親の勧めで中学1年よりバレーボールを始める。
熊本信愛女学院高等学校在学中、春高バレーに出場。2005年、ユニバーシアードイズミル大会に出場した。
2006年、久光製薬スプリングスに入団したが、2009年に三洋電機レッドソアに移籍した。2011年5月、退団。
2021年から、熊本県立熊本商業高校で女子バレーボール部監督を務めている。

## 所属チーム
- 市立菊池北中
- 熊本信愛女学院高等学校
- 鹿屋体育大学
- 久光製薬スプリングス（2006-2009年）
- 三洋電機レッドソア（2009-2011年）